# Brommethan
Brommethan ist ein Halogenalkan und die einfachste organische Bromverbindung. Die Verbindung ist der einfachsubstituierte Vertreter der Reihe der Brommethane mit Brommethan, Dibrommethan, Tribrommethan und Tetrabrommethan. Es sollte nicht mit Bromethan (CH3CH2Br) verwechselt werden.

## Natürliches Vorkommen

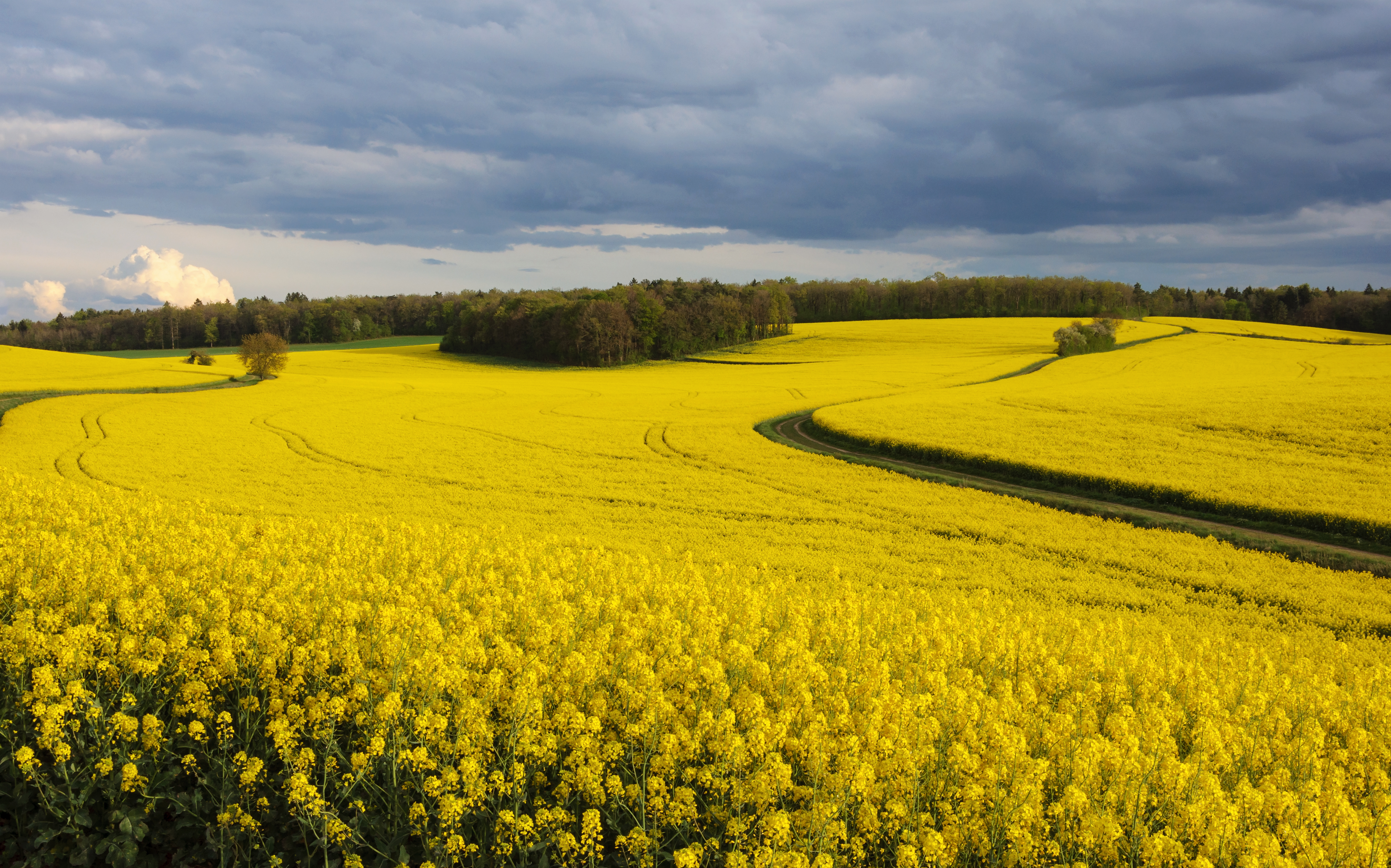
Rapsfelder

Beträchtliche Mengen an Brommethan werden als natürliche Abwehrstoffe von marinen Lebewesen, Seetang, der Familie der Kreuzblütengewächse (Brassicaceae), z. B. Kohl- und Rapspflanzen, sowie bei der Verbrennung von Biomasse, z. B. bei Waldbränden, freigesetzt. Die so entweichenden Mengen an Brommethan in die Atmosphäre werden auf 10.000 bis 50.000 Tonnen jährlich geschätzt; die Emission durch Raps allein wird mit weltweit 6.600 Tonnen angegeben.

## Darstellung
Die industrielle Herstellung erfolgt durch die Umsetzung von Methanol mit Bromwasserstoff.
Im Labor werden Halogenalkane oft durch Umsetzung von Alkoholen mit Phosphorhalogeniden wie PCl3, PCl5 oder PBr3 dargestellt.

## Eigenschaften
Brommethan ist giftig und schädigt das zentrale Nervensystem. Es gehört zu den Kontakt- und Atemgiften. In der Atmosphäre wirkt es sich stark schädigend auf die Ozonschicht aus und verstärkt den Treibhauseffekt. Daher wurde seine Anwendung im Montreal-Protokoll begrenzt; die praktische Umsetzung wird international sehr unterschiedlich gehandhabt. In Brommethan ist das Halogenatom negativ (δ–) polarisiert, das benachbarte Kohlenstoffatom positiv (δ+) polarisiert:

## Verwendung
Brommethan wird aufgrund seiner Giftigkeit hauptsächlich zur Schädlingsbekämpfung, besonders zur Begasung von Containern, zur Bekämpfung tierischer Holzschädlinge z. B. im Bauwesen, sowie zur Entwesung von Boden eingesetzt.
Im internationalen Handel wird es zur Begasung von Containern eingesetzt, um das Einschleppen tierischer Schädlinge zu verhindern, die sich in pflanzlichen Rohstoffen bzw. im Verpackungsmaterial eingenistet haben. Gegenüber anderen Methoden gilt die Begasung mit Brommethan als eine der wirksamsten. Seit 1. Januar 2008 ist nach der 33. Novelle IMDG Code eine Kennzeichnung für Transportbehälter vorgeschrieben: „This Container has been fumigated.“ Auch zur Vermeidung gesundheitlicher Gefahren muss das Brommethan vor dem Öffnen des Behälters entfernt werden. Das Bundesamt für Verbraucherschutz und Lebensmittelsicherheit (BVL) hat die Verwendung von Brommethan als Begasungsmittel in Deutschland mit Wirkung ab 1. September 2006 untersagt. Zur Bekämpfung von Schädlingen in Reis wird Brommethan in den Reis-produzierenden Ländern weiterhin eingesetzt, vor allem zum Transport- und Vorratsschutz.
Im Jahre 2018 wurden allein im US-Bundesstaat Kalifornien nach Angaben der dortigen Behörde (California Department of Pesticide Regulation) etwa 750 Tonnen Brommethan als Schädlingsbekämpfungsmittel auf landwirtschaftlichen Flächen und für andere Zwecke verwendet.